# Laßt Jubeltöne laut erklingen (Bruckner)
Laßt Jubeltöne laut erklingen, WAB 76, ist ein festliches weltliches Chorwerk, das 1854 von Anton Bruckner komponiert wurde.

## Geschichte
Bruckner komponierte diese „Kantate“ nach einem Text von Joseph Hermann Hillischer im Jahr 1854.
Das Stück sollte von der Liedertafel Frohsinn für den freudigen Eintritt der Elisabeth von Bayern, damals die Braut von Franz Joseph I. von Österreich, in Linz am 22. April 1854 dienen. Bruckners Komposition wurde jedoch nicht aufgeführt, sondern eine Transkription der Bayerischen Nationalhymne mit dem gleichen Text von Hillischer.
Ein weiterer Text von Anton August Naaf, Dir, holde Heimat, soll erklingen der höchsten Liebe treues Lied, wurde für die Musik für eine Aufführung des Wiener Schubertbund am 15. Juni 1898 verwendet.
Später wurde wieder ein weiterer Text von Anton Weiss für den Wiener Schubertbund geschrieben. Bruckners Autograph befindet sich im Archiv des Oberösterreichischen Landesarchivs.
Ein Faksimile des Werkes mit Naafs Text wurde erstmals in Band III/2, S. 162–179 der Göllerich/Auer-Biographie veröffentlicht, mit Hillischers Originaltext in der Fußnote. Das Werk wird mit dem Originaltext erst in XXIII/2, Nr. 10 der Gesamtausgabe gestellt.

## Text
Der für die „Kantate“ verwendete Text stammt von Hillischer:
Laßt Jubeltöne laut erklingen

Aus treuer, biedrer Männerbrust,

Singt Töne, die zum Himmel dringen,

Mit heilig frommer Sängerlust.

Und freut euch, freundlich zog ja wieder

Bei all den treuen Bürgern sein

Zu seinem Volk so echt und bieder

Des schönen Öst’reichs Herrscher ein.

O jubelt freundlich ihm entgegen,

All Glück liegt ja in seiner Hand,

Von ihm allein strömt aller Segen

Wohltuend auf das Vaterland.

Wie unsre Berge fest und kühn,

wie unsre Luft so frisch und rein

Soll unser wahrer, edler Sinn,

Soll unsre Treu zum Kaiser sein.

Gott schütze Öst’reichs Doppelaar,

Erhöre unser fromm Gebet,

Schütz’ unser edles Herrscherpaar

Franz Josef und Elisabeth.

## Musik
Das 100 Takte lange Werk in Es-Dur ist für Männerchor und Blechinstrumente besetzt (2 Hörner, 2 Trompeten und 4 Posaunen).
Das Werk besteht aus zwei zusammenhängenden Teilen und einer Coda. Während die Hörner und Trompeten nur für kurze Fanfaren, Fermaten und gelegentlich zur Vervollständigung ansonsten unvollständiger Akkorde verwendet werden, verdoppeln die vier Posaunen fast immer die Stimmen. Wie andere Werke Bruckners beginnt das Werk mit einem unverwechselbaren Motiv, das einen Großteil des daraus resultierenden musikalischen Materials liefert. Offensichtliche Ableitungen dieses Motivs bilden den Anfang und das Ende jedes Teils, und alle nachahmenden Passagen basieren auf Entwicklungen davon. Da keine zwei Aussagen dieser Melodie identisch sind, bietet sie sowohl musikalische Einheit als auch Abwechslung. Die Musik ist von erheblichem Interesse, weil sie eine attraktive Mischung aus progressiver und struktureller Vielfalt enthält.

## Diskografie
Es gibt eine einzige Aufnahme von Laßt Jubeltöne laut erklingen:
- Thomas Kerbl, Männerchor und Blechblasinstrumentenensemble der Anton Bruckner Privatuniversität Linz, Weltliche Männerchöre – CD: LIVA 054, 2012